# Gardno (Pojezierze Choszczeńskie)
Gardno (niem. Garn See) – jezioro rynnowe w Polsce, położone w województwie zachodniopomorskim, w powiecie choszczeńskim, w gminie Pełczyce.
Akwen leży w kompleksie leśnym na Pojezierzu Choszczeńskim, około 1 km na południe od jeziora Pełcz.